# Abryna javanica
Abryna javanica är en skalbaggsart som beskrevs av Kriesche 1924. Abryna javanica ingår i släktet Abryna och familjen långhorningar. Inga underarter finns listade i Catalogue of Life.